# Pydnella nesiotes
Pydnella nesiotes är en fjärilsart som beskrevs av Sergius G. Kiriakoff 1960. Pydnella nesiotes ingår i släktet Pydnella och familjen tandspinnare. Inga underarter finns listade.